# Klaus Lubbers
Klaus Lubbers (* 17. Juni 1935 in Bochum) ist ein ehemaliger deutscher Amerikanist.

## Leben
Nach dem Staatsexamen 1960 und der Promotion in Mainz 1961 war er von 1961 bis 1962 Studienreferendar. Von 1962 bis 1967 wissenschaftlicher Assistent. Nach der Habilitation 1967 war er von 1967 bis 1970 Privatdozent. Von 1970 bis 2003 lehrte er als Professor für Anglistik an der Universität Mainz. Er lehnte Rufe ab: 1968 Graz; 1973 Stuttgart; 1978 Salzburg und 1979 Eichstätt.

## Schriften (Auswahl)
- Die Todesszene und ihre Funktion im Kurzgeschichtenwerk von Edgar Allan Poe. München 1961, OCLC 878188401.
- Emily Dickinson. The critical revolution. Ann Arbor 1968, OCLC 823652722.
- Einführung in das Studium der Amerikanistik. Tübingen 1970, OCLC 912014470.
- Typologie der Short Story. Darmstadt 1977, ISBN 3-534-06442-9.